# Seznam osebnosti iz Občine Beltinci
Seznam osebnosti iz Občine Beltinci vsebuje osebnosti, ki so se tu rodile, delovale ali umrle.
Občina Beltinci obsega 8 naselij: Beltinci, Bratonci, Dokležovje, Gančani, Ižakovci, Lipa, Beltinci, Lipovci in Melinci.

## Religija
- Jožef Marko Dravec, duhovnik, teolog in pisec na Ogrskem (1697, Beltinci – 1779, Vezsprém)
- Štefan Pauli,  duhovnik in kantor (1760, Beltinci – 1829, Sombotel)
- Marko Siseki,  duhovnik, prekmurski rodoljub, proti madžarizaciji (1819, Gančani – 1890, Sombotel)
- Peter Kolar,  slovensko-madžarski duhovnik in pisatelj, v prekmurščino prevedel učbenik Jožefa Gerelya, Mala biblia z-kejpami ali zgodba zveličanja za malo dečico - za 1. in 2. razred normalske šole (1855, Ratkovci – 1908, Beltinci)
- Štefan Kühar,  duhovnik in narodni buditelj (1887, Gradišče – 1922, Beltinci)
- Adam Ivanoci,  duhovnik (1756, Ivanovci – 1824, Beltinci)
- Ivan Baša,  duhovnik, pisatelj, urednik, dekan Lendave in buditelj prekmurskega ljudstva, dal zgraditi cerkev Gospodovega vnebohoda v Bogojini (1875, Beltinci – 1931, Bogojina)
- Ivan Škafar duhovnik in zgodovinar (1912, Beltinci – 1983, Radlje ob Dravi)
- Štefan Steiner,  teolog in pesnik, dekan in redni profesor Teološke fakultete v Ljubljani (1922, Beltinci – 1981, Domžale)
- Martin Maroša,  duhovnik (1912, Melinci – )
- Vinko Škafar, teolog, redovnik, publicist (1939, Beltinci – )

## Politika in vojska
- Marija Zichy, članica ogrske plemiške družine Zičijevih in zadnja lastnica Beltinške graščine (1883, Beltinci – 1977, Dunaj)
- Peter Kregar, madžarsko-slovenski uradnik, okrajni glavar, podporočnik, plemič (ok. 1730, Beltinci – konec 18. stoletja)
- Mihael Kregar, madžarsko-slovenski uradnik, mestni notar, župan Pešte, plemič (1734, Beltinci – 1803)
- Ivan Jerič, urednik, duhovnik, politik, pridružen k prekmurski osvobodilni legiji, pobudnik priključitve Prekmurja k novonastali Kraljevini SHS (1891, Dokležovje – 1975, Slovenj Gradec)
- Štefan Kovač,  publicist, pravnik, član Komunistične partije Slovenije, narodni heroj, organizator upora proti Madžarom v Prekmurju (1910, Nedelica – 1941, Gančani)
- Branko Gorjup,  politolog, predsednik Skupščine Občine Ptuj (1933, Ižakovci – 2017, Ptuj)
- Milan Kerman, župan Občine Beltinci v mandatnem obdobju 2014 do 2018, član stranke NSi (*)
- Marko Virag, župan Občine Beltinci v mandatnem obdobju 2018 do 2022 (*, Beltinci)

## Znanost in zdravstvo
- Miroslav Činč,  farmacevt, prejemnik priznanja Slovenskega farmacevtskega društva, Minařikovo odličje (1938, Gančani – 1996, London)
- Jože Magdič,  nevropsihiater in politik – član Državnega sveta Republike Slovenije (1992–1997) (1943, Lipa, Beltinci – )
- Jože Zadravec, zdravnik, raziskovalec zdravstva (1935, Beltinci – 2002, Beltinci)
- Dušan Rešek, veterinar, zbiralec ljudskega izročila (1932, Beltinci – 2014, Ljubljana)
- Nikolaj Szepessy, zdravnik anesteziolog, zbiralec in varuh dediščine o beltinškem gradu in plemiški rodbini, uredil stalno muzejsko zbirko Zgodovina zdravstva v Pomurju in grofičin salon rodbine Zichy, prejemnik Valvasorjevega priznanja (1947, Beltinci – 2021, Beltinci

## Humanistika
- Bela Horvat, prevajalec, učitelj, pedagoški svetovalec in pisec učbenikov; s prevajanjem madžarskih virov je pomagal osvetliti šolsko politiko v Prekmurju in na nekdanjem Ogrskem (1902, Beltinci – 1981, Murska Sobota)
- Matija Maučec, etnograf, geograf, profesor, zgodovinar; najobsežnejše delo Kmečka hiša in njena funkcija v Prekmurju, našel najstarejšo znano kajkavsko pesmarico (1906, Lipovci – 1997, Ptuj)
- Vilko Novak, urednik, slavist, etnolog, objavljal literarnozgodovinske, zgodovinske in filološke razprave, pisal pesmi in novele, prevajalec madžarskega jezika (1909, Beltinci – 2003, Ljubljana)
- Števan Kühar, zbiralec ljudskega izročila ter pisec knjig, časnikov in molitvenikov, narodni buditelj ogrskih Slovencev, izdajal v slovenskem črkopisu (1882, Bratonci – 1915, Bratonci)
- Štefan Smej, etnolog, filozof, novinar, izdal monografijo Mura: tu bi lahko lebdela duša (1952, Beltinci – 1996, Murska Sobota)

## Šolstvo
- Milica Šadl, učiteljica, ustanoviteljica Kulturnega društva Beltinci v Gančanih, zaslužna za postavitev kulturnega doma, prejemnica srebrne plakete JSKD za dolgoletno uspešno delo pri spodbujanju in razvijanju kulturnih dejavnosti (, Lipovci – )
- Janez Ülen,  učitelj slovenščine in nemščine, pomočnik ravnatelja, pisatelj (1958, Lipovci – )
- Avgust Farkaš,  učitelj in ravnatelj OŠ Beltinci, član KUD Beltinci, ustanovitelj in predsednik Vinogradniškega društva Beltinci (1944, Filovci – 2021)
- Bartol Kocuvan, učitelj in avtor v Ižakovcih (1828, Sveti Jurij ob Ščavnici – 1889, Ižakovci)

## Kultura in umetnost

### Pisatelji in pesniki
- Jožef Pustaj,  pisatelj, pesnik, novinar, avtor velike katoliške pesmarice in molitvenika v prekmurščini, učitelj in kantor (1964, Beltinci – 1934, Beltinci)
- Jožef Baša Miroslav,  pesnik in novinar, objavljal pesmi v Kalendarju Srca Jezušovega, Marijinem listu in Novinah, krepil narodno pripadnost prekmurskega človeka (1894, Beltinci – 1916, Sombotel)
- Marija Sreš,  misijonarka, pisateljica (v gudžaratščini), posnela dokumentarni film o misijonarskem delu (1875, Beltinci – )
- Tine Mlinarič,  esejist, pesnik, urednik, publicist in etno-kulturni aktivist (bürjaških dni), član društva slovenskih pisateljev (1875, Beltinci – )
- Izidor Horvat Itak, slikar in oblikovalec, ustanovitelj In vodja (mednarodne) likovne kolonije (1958, Lipovci – 2002 Lipovci)
- Franček Rudolf, pesnik, pisatelj, dramatik, scenarist, filmski režiser, kritik in publicist (1944, Lipovci – )
- Valentina Smej Novak, kolumnistka, prevajalka, pisateljica in televizijska voditeljica, zgodnje otroštvo preživela v Beltincih (1976, Murska Sobota – )

### Slikarji, striparji
- Karel Jakob, akademski slikar (1908, Lipovci – 1981, Ljubljana)
- Daniel Dani Kavaš, kantavtor, kitarist, pesnik, stripar in slikar, predsednik slovenske politične Stranke Akacija (1979, Beltinci – )

### Glasbeniki
- Vlado Poredoš, glasbenik, pesnik, skladatelj in tekstopisec, član glasbene skupine Orlek (1958, Beltinci – )
- Milan Kreslin, glasbenik, član zasedbe Beltinška banda, oče slovenskega glasbenika Vlada Kreslina (1928, Prelog – )
- Vlado Kreslin, slovenski kantavtor in folk rock glasbenik (1953, Beltinci – )
- Andrej Maroša, aranžer, skladatelj, dirigent in zborovodja (, Melinci – )
- France Marolt, kulturnik, pevec, plesalec, ustanovitelj folklorne skupine v Beltincih
- Slavko Šuklar, skladatelj in pedagog iz Gančanov, ustanovitelj številnih ansamblov in direktor festivala resne glasbe PAC’’-ev glasbeni maj v Pomurje’’, imenovan za člana programskega odbora v Forumu slovanskih kultur (FSK) Republike Slovenije (1952, Murska Sobota – )
- Mirko Smej,  vodja tamburaške skupine KUD Beltinci (1922, Beltinci – 1981, Domžale)

## Šport
- Feri Maučec, nogometaš, trener, športni funkcionar in novinar, član NŠ Mure (1934, Gančani – 2003, Ljubljana)
- Mirko Baligač, začetnik beltinškega planinstva pod okriljem Planinskega društva Murska Sobota, ljubitelj narave, fotograf (1924, Beltinci – 1968, Beltinci)

### Hokej na travi
- Dejan Nemec, nogometaš, rezervni vratar na Evropskem prvenstvu 2000 in Svetovnem prvenstvu 2002, član ND Beltinci (1977, Murska Sobota – )
- Stanislav Kerman,  hokejist na travi, član jugoslovanske reprezentance, trener, sodnik in predsednik HK Lipovci (1875, Beltinci – )
- Miran Mesarič,  hokejist na travi za HK Lipovci, član jugoslovanske in slovenske reprezentance, trener in selektor Slovenske reprezentance (1955, Murska Sobota – 2007, Lipovci)
- Robert Mesarič,  hokejist na travi za HK Lipovci, član Slovenske reprezentance, najboljši igralec slovenskega in evropskega prvenstva (1981, Murska Sobota – )
- Dominik Mesarič,  hokejist na travi za HK Lipovci, član Slovenske reprezentance, najboljši igralec in strelec slovenskega in evropskega prvenstva (1988, Murska Sobota – )
- Franc Maučec,  hokejist na travi za HK Lipovci, kapetan Slovenske reprezentance, najboljši igralec in strelec slovenskega in evropskega prvenstva (1977, Murska Sobota – )

## Osebnosti, ki so pustile sled
- Avgust Zichy, avstroogrski pisatelj, pesnik, pravnik, potopisec, raziskovalec, zaupni dvorni notranji svetnik,  patron cerkve v Beltincih (1852, Penzing – 1925, Dunaj
- Stanko Skočir, učitelj, deloval je v okviru potovalne šole, v Beltincih je sodeloval pri Rdečem križu (1903, Kobarid – 1987, Ljubljana
- Ludvik Zelko,  športni delavec, hokejist na travi, trener HK Pliva Lipovci, sodnik in funkcionar, prejemnik Bloudkove plakete za življenjsko delo v hokeju na travi in športu (1944, Murska Sobota – )
- Štefan Sraka, hokejist na travi, vratar in trener HK Lipovci, selektor Slovenske državne reprezentance (1958, Murska Sobota – )
- Jože Časar,  hokejist na travi, član HK Lek Lipovci, selektor Slovenske državne reprezentance (1963, Čepinci – )
- Andraž Nemec,  hokejist na travi, vratar, najboljši vratar na evropskih tekmovanjih, član Slovenske državne reprezentance, član skupščine Olimpijskega komiteja Slovenije (1977, Ljubljana – )
- Zlatko Stanko,  igralec, ki je igral v filmu posnetem po knjigi Bratovščini Sinjega galeba in Tajno društvo PGC, predsednik KUD Lipovci
- Jožef Godina,  duhovnik in domoljub, leta 1919 je vodil ljudsko zborovanje v Beltincih, ki se naj bi ga udeležilo okrog 20 tisoč ljudi (1898, Dolnja Bistrica – 1986, Gradec)
- Elemér Scepessy, magister farmacije, ki je v Beltincih vodil družinsko lekarno
- Peter Šraj, pedagog, učitelj, zbral gradivo o družini Zíchy in izdal monografije o Beltincih (1935, Maribor – )
- Andrej Hozjan, univerzitetni profesor, zgodovinar, arhivist, urednik, avtor znanstvenih člankov, zbral arhivsko gradivo gospostva Beltinci v rodbinskem arhivu grofov Csáky v avstrijskem državnem arhivu (1964, Maribor – )